# Snålltjärnen
Snålltjärnen är en sjö i Vännäs kommun i Västerbotten och ingår i Umeälvens huvudavrinningsområde. Sjön är 12,4 meter djup, har en yta på 0,106 kvadratkilometer och befinner sig 169 meter över havet. Vid provfiske har abborre, gädda och mört fångats i sjön.
Öster om sjön ligger orten Snålltjärn.

## Delavrinningsområde
Snålltjärnen ingår i det delavrinningsområde (709668-169407) som SMHI kallar för Mynnar i Umeälvens vattendragsyta. Medelhöjden är 128 meter över havet och ytan är 50,53 kvadratkilometer. Räknas de 6 avrinningsområdena uppströms in blir den ackumulerade arean 169,21 kvadratkilometer. Tvärån som avvattnar avrinningsområdet har biflödesordning 2, vilket innebär att vattnet flödar genom totalt 2 vattendrag innan det når havet efter 40 kilometer. Avrinningsområdet består mestadels av skog (75 procent). Avrinningsområdet har 0,16 kvadratkilometer vattenytor vilket ger det en sjöprocent på 0,3 procent. Bebyggelsen i området täcker en yta av 0,89 kvadratkilometer eller 2 procent av avrinningsområdet.